# Gasanli (ort i Azerbajdzjan, Tovuz)
Gasanli är en ort i Azerbajdzjan.   Den ligger i distriktet Tovuz Rayonu, i den västra delen av landet, 400 km väster om huvudstaden Baku. Gasanli ligger 1 614 meter över havet och antalet invånare är 988.
Terrängen runt Gasanli är huvudsakligen kuperad, men österut är den bergig. Närmaste större samhälle är Çatax, 5,7 km norr om Gasanli. 
Trakten runt Gasanli består i huvudsak av gräsmarker. Runt Gasanli är det ganska tätbefolkat, med 70 invånare per kvadratkilometer.